# Филин, Леонид Алексеевич
Леонид Алексеевич Филин (1915—1975) — участник Великой Отечественной войны, заместитель командира эскадрильи 10-го гвардейского авиационного полка дальнего действия (3-я гвардейская авиационная дивизия дальнего действия, 3-й гвардейский авиационный корпус дальнего действия), гвардии капитан. Герой Советского Союза.

## Биография
Родился 18 августа 1915 года в посёлке Горловка ныне Донецкой области в семье рабочего. Русский.
Окончил 7 классов. В 1934 году окончил горный техникум, а в 1937 году — Батайскую школу лётчиков Гражданского воздушного флота. В этом же году был призван в армию.
На фронтах Великой Отечественной войны с 1941 года. Член ВКП(б)/КПСС с этого же года.
Леонид Филин к апрелю 1944 года совершил 344 боевых вылета на бомбардировку военно-промышленных объектов в глубоком тылу противника, а также скоплений его войск и техники, из них ночью — 288, днём — 56.
После окончания войны продолжил службу в ВВС. В 1951 году окончил Военно-воздушную академию. Командовал полком и дивизией. В 1960 году вышел в запас в звании полковник.
Жил в Житомире. Работал мастером на заводе «Электроизмеритель».
Умер 20 февраля 1975 года, похоронен в Житомире.

## Награды
- Указом Президиума Верховного Совета от 19 августа 1944 года за героизм, проявленный в боях с немецкими захватчиками гвардии капитану Филину Леониду Алексеевичу присвоено звание Героя Советского Союза с вручением ордена Ленина (№ 19934) и медали «Золотая Звезда» (№ 4373).
- наградное оружие - именной 9-мм пистолет "Browning HP" № 2199 с гравировкой "за отличное выполнение спец.задания ГАУ РККА" (награждён 4 декабря 1941 года за доставку на самолёте Ли-2 большой партии миномётных взрывателей в осаждённый Ленинград)[1]

Награждён ещё двумя орденами Ленина, двумя орденами Красного Знамени, орденами Отечественной войны 2 степени, Красной Звезды, медали, среди которых «За отвагу» и «За оборону Сталинграда».